# Celso Moreira
Celso Miguel Moreira Heredia (Manta, 9 de mayo de 1983), conocido con el alias de Patucho Celso, es un narcotraficante ecuatoriano, miembro de la banda delictiva Los Choneros.

## Carrera delictiva
En 2009, cuando tenía 26 años de edad, fue apresado por intentar traficar en un barco con dirección hacia Estados Unidos, 22 bloques de pasta base de cocaína valorado en un millón de dólares.
Ya para 2014 era cabecilla de una organización criminal con la que traficaba semanalmente cerca de 400 kilos de cocaína hacia Guatemala y Panamá por medio de lanchas rápidas. Con dicho grupo delictivo reclutaron policías, jueces y fiscales, quienes informaban sobre operaciones antinarcóticos que se realizaban por su zona. Fue detenido en octubre y procesado por asociación ilícita en el caso Tormenta del Pacífico, pero meses después fue sobreseído. Fue encarcelado con prisión preventiva en 2017 por el mismo caso y luego permaneció prófugo durante un año. Estaba catalogado como el más buscado de Manabí y fue detenido en 2018, por el Bloque de Búsqueda.
En la madrugada del 10 de mayo de 2024, fue detenido junto a 33 personas consideradas de “alto valor” en una finca de Vía a la Costa, donde celebraba su cumpleaños número 41, luego de un operativo de la policía nacional, en el que se encontraron invitados criminales con antecedentes, personalidades de la farándula y la música ecuatoriana contratados como parte del show privado, además de Jacobo Bucaram, hijo del expresidente Abdalá Bucaram, y Federico Gómez, alias Fede, líder de la banda delictiva Los Águilas.